# Fastlife
Fastlife es el álbum de estudio debut del cantante estadounidense Joe Jonas. El álbum salió a la venta el 11 de octubre de 2011, a través de Hollywood Records. Fastlife es el primer álbum de Jonas fuera de su banda Jonas Brothers, que se retiró un año antes de su lanzamiento. Jonas esperaba crear un sonido más maduro y "eléctrico" para el álbum, un contraste con los lanzamientos pop-rock con su banda. Para lograr este objetivo, Jonas trabajó con una serie de productores urbanos como Danja y Chris Brown, entre otros. Fastlife habla líricamente de temas como el amor, el sexo y las rupturas. Jonas es coautor de siete canciones del álbum.
Fastlife tuvo en general una acogida mixta por parte de la periodismo musical, con elogios para la producción del disco y los temas líricos. Junto con las críticas mixtas del álbum, el proyecto no logró el éxito comercial que Jonas había tenido con su banda. Fastlife vendió un total de 18.000 copias en su primera semana de lanzamiento, alcanzando el número quince en la lista Billboard 200. El álbum cayó rápidamente de la lista, pasando a vender 45.000 copias en Estados Unidos en 2015. El álbum tuvo un comportamiento similar en todo el mundo, alcanzando los puestos más bajos de varias listas. Tras el lanzamiento de Fastlife, tanto Jonas como su banda se separaron de Hollywood Records, que compró los derechos de sus lanzamientos musicales. El álbum es el primero de Jonas que incluye una pegatina Parental Advisory.
El álbum fue precedido por el lanzamiento de dos sencillos, "See No More" fue lanzado como sencillo principal en junio de 2011. La canción alcanzó el número noventa y dos en la lista Billboard Hot 100.      "Just in Love" fue lanzado como segundo sencillo del álbum en septiembre, alcanzando el número ochenta y cinco en las listas oficiales de singles del Reino Unido. La canción fue posteriormente remezclada para contar con el rapero Lil Wayne, que fue lanzada en octubre de 2011. "Love Slayer" se lanzó como sencillo promocional del álbum, alcanzando la lista de los diez primeros de Dance Club Songs. Jonas promocionó el álbum a través de varias actuaciones en directo y entrevistas.

## Antecedentes
Joe Jonas saltó a la fama por primera vez como miembro de la banda de pop-rock Jonas Brothers, que debutó en 2006. El grupo firmó con Hollywood Records en 2007 y publicó su segundo álbum de estudio multiplatino ese mismo año. El grupo se convirtió en una sensación adolescente, con una gran base de aficionados adolescentes y recibiendo mucha atención mediática centrada en sus vidas personales. Los hermanos participaron en muchos proyectos con Disney Channel, incluidos varios programas de televisión y telefilmes. Jonas tuvo su primer lanzamiento en solitario con la canción "This Is Me" (2008) junto a Demi Lovato. El dueto entró en entre los diez primeros de la lista Billboard Hot 100 y vendió más de 900.000 copias sólo en Estados Unidos. Más tarde volvería a colaborar con Lovato para varios proyectos de Disney, así como en las canciones "Make a Wave" (2010) y "Wouldn't Change a Thing" (2010). Jonas y Lovato comenzaron una relación sentimental, aunque rompieron en 2010. Aunque se separaron, los dos siguieron de gira juntos hasta que Lovato lo dejó debido a sus problemas personales con el abuso de sustancias y las autolesiones.
Jonas empezó a salir con la actriz Ashley Greene durante la gira, con quien salió durante todo el proceso de grabación de Fastlife.
Mientras estaba de gira con los Jonas Brothers en su gira mundial de 2010, Jonas comenzó a trabajar en un álbum debut en solitario. El proyecto se anunció oficialmente el 19 de mayo de 2010. El anuncio se produjo durante el periodo en el que el también miembro de los Jonas Brothers Nick Jonas anunció su proyecto paralelo, Nick Jonas & the Administration. Jonas afirmó que no habría trabajado en el álbum si sus hermanos no hubieran aprobado el proyecto. Con Joe y Nick trabajando en proyectos en solitario, se confirmó que los Jonas Brothers harían un parón indefinido, permitiendo a los hermanos plena libertad para centrarse en otros proyectos. Nick confirmó que la banda se reuniría en algún momento, afirmando que se estaban "tomando un tiempo para hacer algunos proyectos individuales y disfrutar de ese viaje en el que cada uno de nosotros estamos. Es emocionante, ya sabes, todos estamos haciendo cosas diferentes y tomando esas experiencias y luego volveremos y haremos algo pronto."
En marzo de 2011, mientras Jonas seguía trabajando en el proyecto, él y Greene pusieron fin a su relación. La relación y la posterior ruptura sirvieron de inspiración para algunas de las letras del álbum.

## Grabación y producción
En septiembre de 2010, un representante de Hollywood Records describió el álbum como de sonido "peligroso" y lo comparó con lanzamientos de Justin Timberlake. Jonas esperaba inicialmente que el disco tuviera un aire "Hall & Oates meets disco-funk". Durante las primeras sesiones de grabación de Fastlife, Joe trabajó extensamente con Robert Coppola Schwartzman en múltiples canciones, aunque ninguna de ellas fue publicada. Jonas llegaría a describir las canciones inéditas como si tuvieran un aire a "Freddie Mercury". Schwartzman dijo que las canciones tenían un "aire pop retro de los 80 con sintetizadores y algo de guitarra eléctrica". Jonas afirmaría en 2013 que estas canciones no se utilizaron ya que la discográfica esperaba que el álbum fuera en una dirección diferente, con la esperanza de lograr un sonido similar al del artista Justin Timberlake. Según se informa, la discográfica consideró que las pistas para el álbum eran "raras" y dijo que "sonaban como maquetas", por lo que se le dijo a Jonas que trabajara con productores que habían trabajado con otros actos de Disney como Miley Cyrus y Selena Gomez. Jonas describió las primeras etapas del álbum como el sonido de Michael Bublé, y reveló que dos de las canciones originales fueron reelaboradas en el producto final. Jonas dejaría de trabajar con los productores que la discográfica esperaba, y en su lugar trabajaría con productores como Danja y Rob Knox en la mayor parte del proyecto.
Jonas era fan del trabajo de Danja con artistas como Britney Spears y Mary J. Blige. Sobre el trabajo con el productor, Jonas dijo: "Le dije que este era el tipo de música que quería hacer y el tipo de álbum que quería crear. Al mismo tiempo quería hacer algo que fuera mío. Estuvimos dos días separados y luego volvimos y me presentó algunas pistas y eran perfectas. Fue muy fácil trabajar con él". Danja quería hacer algo diferente para Jonas, diciendo: "Hay una gran diferencia entre lo que yo hago y lo que son los Jonas Brothers. Pero esa es la emoción -- nos dejó la oportunidad de crear algo nuevo." Contribuyó con cinco canciones para el álbum, incluyendo "Love Slayer". "Take It and Run" fue una de las primeras canciones producidas para el proyecto por Danja, y fue escrita por Danja y Kevin Cossom. Sobre el proceso de composición, Danja dijo: "Es el álbum de Joe, no es algo que se haya hecho para él. Él colabora en la composición. Es muy diferente de lo que cabría esperar. Todo lo que puedo decir es que es un hombre adulto. Tiene un toque de estrella de rock".
Jonas trabajó con el compositor Claude Kelly durante dos días en Nueva York. Kelly, junto con Danja, colaboró con Jonas en la canción "Make You Mine". Los dos afirmaron haber trabajado en otras canciones juntos, aunque ninguna de las otras canciones llegó a la lista de canciones final. "Make You Mine" llegó a buen puerto después de que Jonas expresara su deseo de crear un "Michael Jackson tributo" para el álbum. Jim Beanz está acreditado como productor en cuatro canciones del proyecto. Rob Knox trabajó con Jonas en tres canciones del disco, incluyendo el sencillo principal del álbum "See No More" y la canción principal. Knox fue citado diciendo "Veo el escenario de Joe como algo así como cuando Justin Timberlake salió de 'N Sync. Justin tenía 21 años cuando salió como solista. Joe acude a productores que saben cómo crear esa sensación de pop vanguardista. No vamos a hacer canciones de boy-band". Jonas grabó una canción titulada "Black-Light" para el álbum, aunque no se publicó. También grabó una canción titulada "Body Language", que tenía un aire latino y cuya letra hablaba de amar a una chica que no habla inglés. Hubo rumores de una canción titulada "Close to You" que contaba con Chris Brown como voz invitada. Jonas quería que las letras del álbum fueran más personales que sus lanzamientos con Jonas Brothers, declarando: "Cuando empecé a escribir para el disco, quería que fuera muy personal ... a pesar de que da miedo porque es sólo [yo] por mí mismo. La gente va a escuchar y tratar de identificar de qué tratan las letras, pero hice todo lo posible sin decir ningún nombre."
Jonas escribió las doce canciones que aparecen en el álbum, incluyendo la remezcla de Just in Love con Lil Wayne y citando "Sorry" como la más personal del álbum. Joe trabajó con su hermano Nick en canciones para el álbum, aunque ninguna de ellas se incluyó en Fastlife. Sobre el proceso, Joe explicó "En realidad acabé escribiendo con Nick para su proyecto. Sin embargo, en el momento en que estaba escribiendo este disco, él estaba más centrado en hacer las cosas que hacía... en Londres. Eso ocupaba la mayor parte de su tiempo, así que no estaba realmente inmerso en todo lo que está escribiendo ahora, que ha tomado el relevo para él." Jonas conoció a Chris Brown a través de un colega común, con Jonas afirmando que decidieron trabajar juntos después de tocar el uno al otro algo de su música. El dúo colaboró para componer la canción "See No More", en la que Brown también hizo coros. Brown le tocó a Joe la canción "Lighthouse", que había escrito, y Jonas la grabó más tarde para Fastlife. Hit-Boy está acreditado como productor de "Lighthouse". Más tarde, Jonas afirmó haberse inspirado en la música que Brown tocaba para él, lo que, según él, quedó patente en el producto final de Fastlife. La canción "Just in Love" se anunció inicialmente bajo el título "Just in Love (With You)" antes del lanzamiento de la canción. Tras el lanzamiento de "Just in Love", el rapero Lil Wayne se puso en contacto con Jonas para grabar un verso para un remix de la canción. Sobre la colaboración, Jonas dijo: "Se metió en el disco y es increíble ver que alguien como él quiere apoyarme [...] Significa mucho para mí, y me encanta su rap, es genial". La versión remezclada de "Just in Love" aparece como tema final del álbum, a pesar de no estar inicialmente en la lista de temas del álbum.

## Lanzamiento y Portada
Fastlife se anunció inicialmente para el 6 de septiembre de 2011. El 29 de julio, se confirmó que la fecha de lanzamiento del álbum se había retrasado al 11 de octubre de 2011 en Estados Unidos. La nueva fecha de lanzamiento coincidió con la aparición de Jonas como telonero en varios conciertos europeos de la gira mundial Femme Fatale Tour de Britney Spears (2011). El retraso en el lanzamiento permitió a Jonas lanzar el sencillo promocional "Love Slayer" y el segundo sencillo oficial "Just in Love" para promocionar aún más el álbum, tras el bajo rendimiento del sencillo principal del álbum. Jonas reveló la lista de canciones del álbum el 1 de septiembre, aunque la remezcla de "Just in Love" no estaba en la lista en ese momento. Los adelantos de las canciones del álbum estuvieron disponibles en Internet el 6 de octubre, solo cinco días antes de su fecha de lanzamiento oficial. Fastlife se publicó oficialmente en Países Bajos el 11 de octubre de 2011. Fue lanzado en Norteamérica el 11 de octubre, con un lanzamiento en el Reino Unido a continuación el 24 de octubre. Fastlife recibió una etiqueta Parental Advisory, colocada por la Recording Industry Association of America (RIAA) para identificar el contenido explícito. El álbum se ganó la etiqueta debido al rap explícito de Lil Wayne en la remezcla de "Just in Love", que incluye las palabras "bitch" y "fucking".
Al hablar con el Daily Bruin sobre el título del disco, Jonas declaró: "Fue una de las primeras ideas para el nombre del álbum. Hay una canción que escribí, llamada 'Fastlife', que trata de salir, pasarlo bien y disfrutar de la vida al máximo. Así es como veo la vida todo el tiempo. Puede que tengas baches de velocidad por el camino, pero eres capaz de continuar y pasártelo en grande". Más tarde añadió diciendo "Creo que mi vida ha sido tan locamente ocupada durante el último año y medio, y yo como que quería mostrar a la gente un poco más de lo que es mi vida, traerlos a ella un poco más, por lo que ha sido una experiencia divertida. " Jonas publicó en agosto un puzle virtual en su web oficial que permitía a los aficionados intentar montar el arte de la portada del álbum. El arte de la portada se reveló oficialmente el 26 de agosto de 2011. Presenta un primer plano de Jonas con una chaqueta de cuero negra, mientras que el fondo consiste en una mezcla de luces rojas, naranjas y amarillas que tienen una sensación "borrosa, de ir a dormir". The Hollywood Reporter escribió que la portada "muestra a un Jonas bien vestido mirando profundamente a la cámara, con un fondo brillante. " Perez Hilton escribió que el álbum presenta a Jonas con "ojos ardientes" en la portada. Celebuzz escribió "luciendo una chaqueta de cuero y una camisa de cuadros, la portada del álbum mantiene la sencillez con sólo Joe".

## Promoción
Jonas interpretó "See No More", "Love Slayer" y "Fastlife" en el B96 Pepsi SummerBash de Chicago el 11 de junio, lo que supuso su primera actuación en directo como solista. Jonas se embarcó en una gira promocional por clubes de todo Estados Unidos para promocionar el álbum a lo largo de junio y julio. El 11 de julio, Jonas actuó como telonero de Swizz Beats durante un espectáculo promocional en Brooklyn, aunque se informó de que la actuación fue recibida con una reacción negativa por parte del público, que lanzó pelotas al escenario. Alexis Swerdloff, editor del patrocinador del espectáculo Paper Magazine, afirmó que "se lanzaron unas cuantas pelotas al escenario, pero eran pelotas promocionales que se estuvieron lanzando durante toda la noche, ¡y Joe apenas se encontró con un silencio sepulcral! Fans rabiosas hicieron cola alrededor de la manzana horas antes de la actuación y no pararon de gritar en todo momento." Jonas interpretó "See No More" en directo en Late Night with Jimmy Fallon el 13 de julio, lo que supuso su primera actuación televisada en directo de la canción. La actuación fue recibida positivamente, con Averi Harper de ChargedFM escribiendo "Su actuación se completó con un par de bailarines de hip-hop que le dieron un tipo de vibración a lo Justin Timberlake. Ha crecido, sin el pelo rizado y con un traje plateado. Tal vez llamando la atención de las mujeres que son un poco más allá de sus años de adolescencia."
El 8 de agosto, Jonas apareció en Lopez Tonight donde fue entrevistado e interpretó "See No More". El 10 de agosto, "Love Slayer" se lanzó como sencillo promocional del álbum destinado a ser emitido en discotecas. Jonas se asoció con Cambio e Indaba Music para lanzar un concurso que permitía a los aficionados remezclar la canción. El ganador del concurso recibiría 2.500 dólares y su remezcla sería considerada para un lanzamiento oficial a través de Hollywood Records. Los ganadores del segundo y tercer puesto también recibían dinero en metálico y aparecían en la página web oficial de Cambio; diez menciones honoríficas ganaban una copia de Fastlife en su lanzamiento a finales de ese año. El ganador y los finalistas del concurso se anunciaron a través de la página web de Cambio el 19 de octubre de 2011. Interpretó varias canciones del álbum para el iHeartRadio Live Show de Nueva York el 17 de agosto. El 22 de agosto, Jonas apareció en Live on Letterman donde interpretó "Love Slayer", "Just in Love", "Fastlife", "Sorry", "Kleptomaniac" y "See No More". CBS Local escribió: "Uno de los mejores momentos de la noche fue su interpretación de Love Slayer, que seguramente se convertirá en uno de los mayores éxitos de este álbum. Escucha los gritos de las chicas del público cuando Joe y sus bailarines interpretan ese número". Popcrush declaró "Con su aspecto mediterráneo y su elegante traje gris, que combinó con zapatillas deportivas, Jonas cantó y bailó hasta llegar al corazón de muchos adolescentes. Jonas apareció en Live with Ryan and Kelly el 8 de septiembre para interpretar "Sorry".
Jonas encabezó el Joe Jonas & Jay Sean Tour a partir del 9 de septiembre, junto al artista Jay Sean y la telonera JoJo. La gira duró hasta el 6 de octubre de 2011. Jonas interpretó varias canciones de Fastlife en la gira, así como sus propias versiones de canciones de los Jonas Brothers. En un principio, la gira sólo permitía a los asistentes mayores de dieciocho años debido a la ubicación de los locales, aunque esto se levantó debido a la gran demanda. La gira tuvo una recepción mixta, con el Daily Bruin escribiendo "Mientras Jonas asume el reto de crear un sonido más maduro y alejarse de su imagen de adolescente, no hay duda de que los fans eran más receptivos a sus canciones de sus días de Jonas Brothers." Neon Limelight escribió "Impresionando a la multitud con sus nuevos movimientos coreografiados, Joe vino dispuesto a cerrar el lugar, y aunque puede que no haya hecho exactamente lo que pretendía con su set, definitivamente sirvió una E por el esfuerzo. "  Jonas volvió a las apariciones televisivas el 26 de septiembre, interpretando "Just in Love" en The Ellen DeGeneres Show. Volvió a interpretar "Just in Love" en The Today Show el 5 de octubre. La actuación le sirvió como último spot promocional en Estados Unidos antes de viajar a Europa para promocionar el álbum.
Joe fue el telonero de la cantante pop Britney Spears en diez fechas europeas de su gira Femme Fatale Tour (2011). Jonas declaró "Fue la primera chica de la que tuve un póster en la pared, y su álbum fue el primer CD que compré. Es tan divertido pensar que tenía eso en mi pared y aquí estoy a punto de actuar con ella". Joe abrió la gira por primera vez el 16 de octubre en Suecia, girando con Spears hasta el espectáculo del 31 de octubre. A su regreso a Estados Unidos, Jonas apareció en The Tonight Show with Jay Leno el 3 de noviembre, interpretando "Just in Love". Después apareció en Conan el 7 de noviembre, y una vez más interpretó "Just in Love". Sobre la actuación, Popcrush escribió "Jonas y su banda ofrecieron una animada versión del tema, con florituras de guitarra eléctrica y una sección de introducción más lenta añadida al arreglo. " Debido al fracaso comercial de Fastlife, se interrumpió la promoción del álbum tras la actuación en Conan.

## Sencillos
"See No More" fue lanzado como el sencillo principal del álbum el 13 de junio de 2011. La canción recibió una recepción crítica generalmente positiva tras su lanzamiento, con los críticos alabando la nueva dirección musical y la entrega vocal de Jonas. La canción no tuvo mucho éxito comercial, solo alcanzó el número noventa y dos en la lista Billboard Hot 100 de Estados Unidos. "See No More" se convirtió en la primera canción de Jonas en entrar en la lista Mainstream Top 40, alcanzando el número treinta y siete. Para el videoclip, Jonas "camina por la tierra, desafía a los elementos y sigue adelante tras un corazón roto. " "Love Slayer" se publicó como sencillo promocional del álbum antes de su lanzamiento. La canción fue remezclada y enviada para su difusión en discotecas, y como resultado alcanzó el número ocho en la lista Hot Dance Club Songs en los Estados Unidos; pasó un total de trece semanas en la lista. "Love Slayer" sigue siendo su única aparición en la lista hasta la fecha.
El segundo sencillo del álbum, "Just in Love", se lanzó el 13 de septiembre de 2011. La canción recibió una acogida positiva por parte de la crítica, concretamente por su producción. Al igual que su predecesora, "Just in Love" no logró alcanzar el éxito comercial tras su lanzamiento. La canción fue lanzada en una forma remezclada con el rapero Lil Wayne el 4 de octubre de 2011. "Just in Love" no logró posicionarse en la lista Billboard Hot 100, aunque alcanzó un pico de número tres en la lista de singles Bubbling Under Hot 100. El vídeo musical de la canción mostraba a Jonas y a su novia en pantalla, la modelo Angele Sassy, en varios escenarios románticos por toda Europa. El 9 de diciembre de 2011, se publicó un vídeo promocional de "All This Time" en la página web oficial de la emisora de radio francesa NRJ para promocionar el álbum en territorios europeos.

## Rendimiento comercial
El lanzamiento de Fastlife siguió a un declive en la popularidad de los Jonas Brothers, con su cuarto álbum de estudio vendiendo menos que sus lanzamientos anteriores y su serie de televisión siendo cancelada después de su segunda temporada. En 2010, Nick Jonas lanzó su proyecto paralelo Nick Jonas & the Administration, con el grupo lanzando su álbum de estudio debut ese mismo año. El álbum fue considerado un fracaso comercial, vendiendo poco menos de 200.000 copias en Estados Unidos. Ken Bunt, entonces vicepresidente ejecutivo de Disney Music Group, afirmó que el álbum de Joe recibiría una "campaña bastante grande", y añadió que la discográfica tenía grandes expectativas puestas en el álbum debut en solitario de Jonas. Bunt añadió más tarde: "Somos muy optimistas con este álbum. Creemos que tenemos mucho futuro con Joe como artista en solitario y como Jonas Brother." Los primeros informes de ventas indicaban que el álbum vendería entre 24.000 y 27.000 copias en su primera semana de lanzamiento. Tras las decepcionantes ventas del primer día, la predicción se redujo a 21.000 copias. A pesar de estas predicciones, Fastlife debutó en el número quince del Billboard 200 en Estados Unidos con unas ventas en la primera semana de 18.000 copias. El álbum supuso un pronunciado descenso en comparación con el anterior álbum de los Jonas Brothers, que debutó en lo más alto de la lista con 247.000 copias vendidas.
El álbum cayó al número 122 en su segunda semana en las listas, marcando su última aparición en el Billboard 200. En febrero de 2015 se informó de que Fastlife había vendido un total de 45.000 copias en Estados Unidos. Fastlife debutó en el número veintitrés de la lista de álbumes canadiense, donde alcanzó su punto máximo. La semana siguiente, el álbum desapareció por completo de la lista de álbumes. En el Reino Unido, Fastlife entró en la lista de álbumes británica en el número noventa y nueve, antes de caer de la lista la semana siguiente. Al álbum le fue un poco mejor en Italia, donde entró en las listas en el número doce. El álbum estuvo un total de cuatro semanas en las listas del país. El álbum entró en el número ocho en México, donde estuvo en las listas un total de siete semanas. Esto marcó la carrera más larga de Fastlife en las listas de cualquier país. Fastlife alcanzó el número cuatro en Portugal, marcando su entrada más alta en las listas de todo el mundo.
El álbum fue visto como un fracaso comercial por los medios de comunicación, teniendo en cuenta el estatus de celebridad de Jonas y la extensa campaña promocional del álbum. Perez Hilton escribió que el fracaso del álbum podría provocar que Jonas fuera despedido de su discográfica. Julianne Escobedo Shepherd de Billboard escribió "Transformar una encantadora carrera adolescente en una carrera adulta viable es posiblemente una de las hazañas más difíciles de la industria del entretenimiento. Por cada Justin Timberlake, hay 10 antiguos miembros de boy-band cuyo desinterés tras el grupo les llevó a colgar el sombrero". Fame10 escribió que "teniendo en cuenta la base de fans que los Jonas Brothers tenían como grupo, fue chocante ver lo poco que se unieron en torno a Joe." El creciente éxito de la estrella del pop adolescente Justin Bieber se había atribuido durante mucho tiempo al declive de los Jonas Brothers, con Business 2 Community escribiendo "Es chocante que Joe Jonas no fuera capaz de aprovechar su gran número de seguidores en Twitter para activar un fuerte boca a boca con respecto a su álbum debut en solitario". Por el contrario, a principios de esta semana Justin Bieber consiguió que sus 13,5 millones de seguidores de Twitter le ayudaran a conseguir su primer sencillo [número uno] en iTunes con su nueva canción navideña titulada Mistletoe (2011)." Popcrush comparó el fracaso del álbum con los lanzamientos de JC Chasez y Jordan Knight, que intentaron y fracasaron en sus carreras en solitario después de haber estado previamente en bandas de gran éxito. El álbum figuró en el primer puesto de la lista "14 álbumes fallidos en solitario" de Yahoo en 2013.

## Recepción de la crítica
Fastlife recibió críticas positivas por parte de la crítica musical. En Metacritic, que asigna una puntuación normalizada sobre 100 a las reseñas de los principales críticos, el álbum recibió una puntuación media de 66, basada en 5 reseñas, lo que indica "críticas generalmente favorables". Tim Sendra escribió una crítica muy positiva para Allmusic, calificándolo con cuatro estrellas sobre cinco. Sendra percibió que Jonas "inyectó algo de personalidad" en el disco, escribiendo "Joe y su equipo de escritores y productores pusieron mucho cuidado en el sonido del disco, asegurándose de que las pistas uptempo realmente tienen punch, las baladas tienen algo de garra, y los grooves mid-tempo tienen una cantidad creíble de soul... Lo más importante, una gran parte del álbum se compone de canciones con grandes ganchos melódicos y rítmicos que te impulsarán a la pista de baile o te tendrán cantando. " Mikael Wood escribió para Entertainment Weekly que "Producido en gran parte por Danja, que trabajó en FutureSex/LoveSounds de Justin Timberlake, el club-friendly Fastlife favorece en gran medida el FutureSex - 'I'm loving that frame', Joe babea en 'Make You Mine' - sin embargo, es el LoveSounds, como en la preciosa balada 'Sorry', el que más impresiona. " Jonathan Keefe de Slant Magazine escribió una crítica favorable, comentando que "Jonas ciertamente no puede igualar a alguien como Timberlake en términos de una estética o presencia definida, pero al menos él y su equipo tuvieron la inteligencia de contratar a productores que saben cómo construir canciones sólidas de pop. Puede que eso no convierta a Fastlife en una gran declaración artística, pero sí lo convierte en un álbum pop mejor que cualquiera de los álbumes de Jonas Brothers o que el de Nick Jonas & the Administration Who I Am (2010).
Allison Stewart escribió una crítica favorable para The Washington Post, afirmando que Fastlife, es exactamente lo que debe ser, un álbum de pop de club efervescente, bailable y con un toque de R&B que engrasa la transición de Jonas a la edad adulta del pop." Mesfin Fekadu escribió una crítica mixta para The Boston Globe, escribiendo que "En general, Fastlife no tiene vida. Vocalmente, Jonas, de 22 años, es aburrido: Carece de energía cuando canta, y ni siquiera él parece interesado en lo que está cantando." Jody Rosen de Rolling Stone dio al álbum dos de cinco estrellas, llamando a la interpretación vocal de Jonas "un fracaso" explicando: "Suena tenso, simpático - como uno de esos High School Musical R&B Contemporáneo"." Common Sense Media en general elogió el álbum, escribiendo "El álbum en solitario de Joe Jonas, con toques dance, es 180 grados diferente del disco en solitario de su hermano menor, Nick. Sin embargo, al igual que su hermano, Joe tiene un talento vocal sólido, aunque no espectacular, y una inclinación por producir melodías pegadizas con un gran atractivo radiofónico." TheWrap escribió una crítica mixta para el álbum, afirmando "Fastlife no es un álbum terrible, sólo uno terriblemente impulsado por el productor, que deja a Jonas tratando de encajar en los arreglos totalmente electro del productor Danja tan ágilmente como se mete en los trapos de diseño que ahora favorece." Pop Culture Online describió el lanzamiento como "un buen álbum y Joe Jonas merece un reconocimiento por su esfuerzo para atraer a un público más maduro. El joven Jonas tiene un buen timbre de voz y seguramente seguirá sonando más en la radio y quizá reciba remezclas en las discotecas"." PluggedIn dio al álbum una crítica negativa, comentando "Joe Jonas ha evolucionado. Acéptalo, nos dicen. Pero preferimos no hacerlo. Creo que por ahora nos quedaremos con los deseos. Si tan sólo el lado de Joe listo para comprometerse, listo para asumir su responsabilidad que hemos vislumbrado en otros lugares hubiera podido convencer a Joe de Fastlife de ir más despacio"."

## Lista de canciones
| N.º   | Título                         | Producer(s)       | Duración |  |
| 1.    | «All This Time»                | Danja             | 4:27     |  |
| 2.    | «Just in Love»                 | Rob Knox          | 3:27     |  |
| 3.    | «See No More»                  | Chris Brown (co.) | 3:52     |  |
| 4.    | «Love Slayer»                  | Danja             | 4:10     |  |
| 5.    | «Fastlife»                     | Knox              | 4:01     |  |
| 6.    | «Make You Mine»                | Danja             | 4:12     |  |
| 7.    | «Sorry»                        | Knox              | 5:03     |  |
| 8.    | «Kleptomaniac»                 | Shropshire        | 4:04     |  |
| 9.    | «Not Right Now»                | Danja             | 3:49     |  |
| 10.   | «Take It and Run»              | Danja             | 4:36     |  |
| 11.   | «Lighthouse»                   | Brown (co.)       | 3:45     |  |
| 12.   | «Just in Love» (con Lil Wayne) | Knox              | 3:27     |  |
| 48:52 |                                |                   |          |  |

| iTunes Store bonus tracks |                                               |             |          |  |
| N.º                       | Título                                        | Producer(s) | Duración |  |
| 13.                       | «Just in Love» (Moto Blanco Radio Edit Remix) | Knox        | 3:45     |  |
| 14.                       | «Just in Love» (Soul Seekerz Radio Remix)     | Knox        | 3:44     |  |
| 56:21                     |                                               |             |          |  |

## Posicionamiento en listas
| Charts (2011)                        | Peak Position |
| ------------------------------------ | ------------- |
| Argentina (Argentinian Albums Chart) | 5             |
| Bélgica (Flanders)                   | 42            |
| Bélgica (Wallonia)                   | 54            |
| Dinamarca (Dutch Albums Chart)       | 85            |
| Francia (French Albums Chart)        | 75            |
| Italia (Italian Albums Chart)        | 12            |
| México (Mexican Albums Chart)        | 8             |
| Portugal (Portuguese Albums Chart)   | 4             |
| España (Spanish Albums Chart)        | 9             |
| Reino Unido (UK Albums Chart)        | 99            |
| Estados Unidos (Billboard 200)       | 15            |

## Historial de publicación
| País           | Fecha                 | Discográfica |
| -------------- | --------------------- | ------------ |
| Netherlands    | 7 de octubre de 2011  | Hollywood    |
| Polonia        | 10 de octubre de 2011 | Hollywood    |
| Canadá         | 11 de octubre de 2011 | Hollywood    |
| México         | 11 de octubre de 2011 | Hollywood    |
| Estados Unidos | 11 de octubre de 2011 | Hollywood    |
| Australia      | 13 de octubre de 2011 | Hollywood    |
| Argentina      | 14 de octubre de 2011 | Hollywood    |
| Francia        | 14 de octubre de 2011 | Hollywood    |
| Alemania       | 14 de octubre de 2011 | Hollywood    |
| Brasil         | 18 de octubre de 2011 | Hollywood    |
| Filipinas      | 22 de octubre de 2011 | Hollywood    |
| Reino Unido    | 24 de octubre de 2011 | Hollywood    |